# 小行星2335
小行星2335（2335 James）是一颗围绕太阳公转的小行星。埃莉諾·赫琳在帕洛馬山天文台发现了此天体。
該小行星以美國天文學家詹姆斯·G·威廉斯（James G. Williams）命名。
这颗小行星的绝对星等为79.44038等。